# Чернишов Віталій Олександрович
Віта́лій Олекса́ндрович Чернишо́в (нар. 30 листопада 1972, Куп'янськ, СРСР) — український футболіст, футзаліст і тренер, майстер спорту міжнародного класу.

## Біографія
Почав займатися футболом у ДЮСШ Куп'янська, після чого грав за «Металург» (Куп'янськ) в чемпіонаті України з футболу серед аматорів. Паралельно грав у футзал в команді Харківського національного медичного університету. Після товариської гри між командами ХНМУ і «Інга» його запрошений до складу останньої. Зігравши в «Інзі» усе друге коло чемпіонату сезону 1993/1994, перейшов в іншу харківську команду «Рита», у якій також пробув півроку. Друге коло чемпіонату 1994/1995 відіграв в красногорівському «Гірнику», перед тим закінчивши свої виступи у футболці «Металурга». Після закінчення сезону «Гірнику» припинив своє існування і Чернишов поїхав закордон, прийнявши пропозицію ліванського футбольного клубу «Шабаб Аль-Сахель». Там він пробув рік, але через загрозу війни повернувся на Батьківщину у футбольний клубу «Оскіл», який виступав у другій лізі (група Б). Відігравши в команді півроку, остаточно зав'язав з великим футболом і зосередився на футзалі. 
Друге коло чемпіонату 1996/1997 провів у харківському «ЕХО» і після цього перейшов в стан одного з грандів вітчизняного футзалу - київського «Інтеркасу», в якому провів свої найкращі роки. У Києві Віталій провів 5 сезонів, встигнувши зіграти в першому розіграші Кубка УЄФА, а також двічі виграти, як чемпіонат, так і Кубок України. За підсумками сезону 1999/2000 Чернишов потрапив у список 18 найкращих гравців чемпіонату.
Перед сезоном 2002/2003 повернувся в «Універ-ЕХО», якому віддав наступні 5 років кар'єри. З сезону 2004/2005 став граючим тренером команди. У 2005 і 2007 роках зіграв по одному матчу за «Локомотив» по праву фарм-клуба. Після того як «Універ-ЕХО» припинив свою участь у чемпіонаті через фінансові труднощі, Віталій Чернишов на постійній основі перейшов в «Локомотив», де провів півтора сезони і покинув клуб наприкінці 2008 року.
На початку 2009 року став асистентом головного тренера і головним тренером другої команди харківського «Моноліту». У сезоні 2010/2011 був заявлений як гравець і грав у матчах плей-оф в кінці чемпіонату. У 2011 році у складі команди «Вибор-Монах» (Дніпропетровськ) переміг у чемпіонаті України серед ветеранів віком від 35 років.
З 4 липня 2011 року займає посаду головного тренера «Моноліту», вигравши з командою три поспіль Кубка ФК «Універ» - два в 2012 і один у 2013 рр. В сезоні 2013/14 привів команду до срібних нагород у першій лізі чемпіонату України, але після цього «Моноліт» припинила своє існування.
У складі студентської збірної України з футзалу брав участь у двох чемпіонатах світу - 1994 (забив 5 голів) і 2000 (не відзначався) рр. У складі національної збірної України виграв срібну нагороду на чемпіонаті Європи 2001 року. 29 березня 2013 року зіграв у матчі між збірними ветеранів України і Росії.
Станом на початок сезону 2002/2003 провів у чемпіонаті України 184 матчі, у яких відзначився 98-ма голами, а в Кубку України зіграв 40 матчів і забив 33 голи.
У середині  2020 року почав тренування з аматорською командою "Бардим".

## Титули та досягнення

### Гравець
- Чемпіон України (2): 1999, 2000
- Срібний призер чемпіонату України (3): 1998, 2001, 2002
- Володар Кубка України (2): 2000, 2001
- Фіналіст Кубка України (2): 1998, 2002
- Чемпіон України серед ветеранів від 35 років і старше: 2011
- Переможець турніру «Кубок визволення» (2): 1999, 2006
- Віце-чемпіон Європи: 2001
- Чемпіон Європи з футзалу серед університетських команд: 1997[12].

### Тренер
- Срібний призер чемпіонату України у першій лізі: 2013/2014
- Переможець Кубку ФК «Універ» (3): 2012 (двічі), 2013
- Срібний призер Кубку Донбасу: 2012[13]
- Бронзовий призер Кубку Донбасу: 2013[14]
- Бронзовий призер Кубку Звільнення: 2012[15]
- Найкращий тренер Першої ліги: 2013/2014[16]
- Найкращий тренер Кубку ФК «Універ»: 2013[17]